# Butler (Metro de Boston)
Butler  es una estación en la línea de Alta Velocidad Ashmont–Mattapan del Metro de Boston. La estación se encuentra localizada en Butler Street y Branchfield Street en Boston, Massachusetts. La estación Butler fue inaugurada el 26 de agosto de 1929. La Autoridad de Transporte de la Bahía de Massachusetts es la encargada por el mantenimiento y administración de la estación. 

## Descripción
La estación Butler cuenta con 1 plataforma central y 2 vías. 

## Conexiones
La estación es abastecida por las siguientes conexiones: 
- Rutas de autobuses: Ninguna